# Ally Sloper

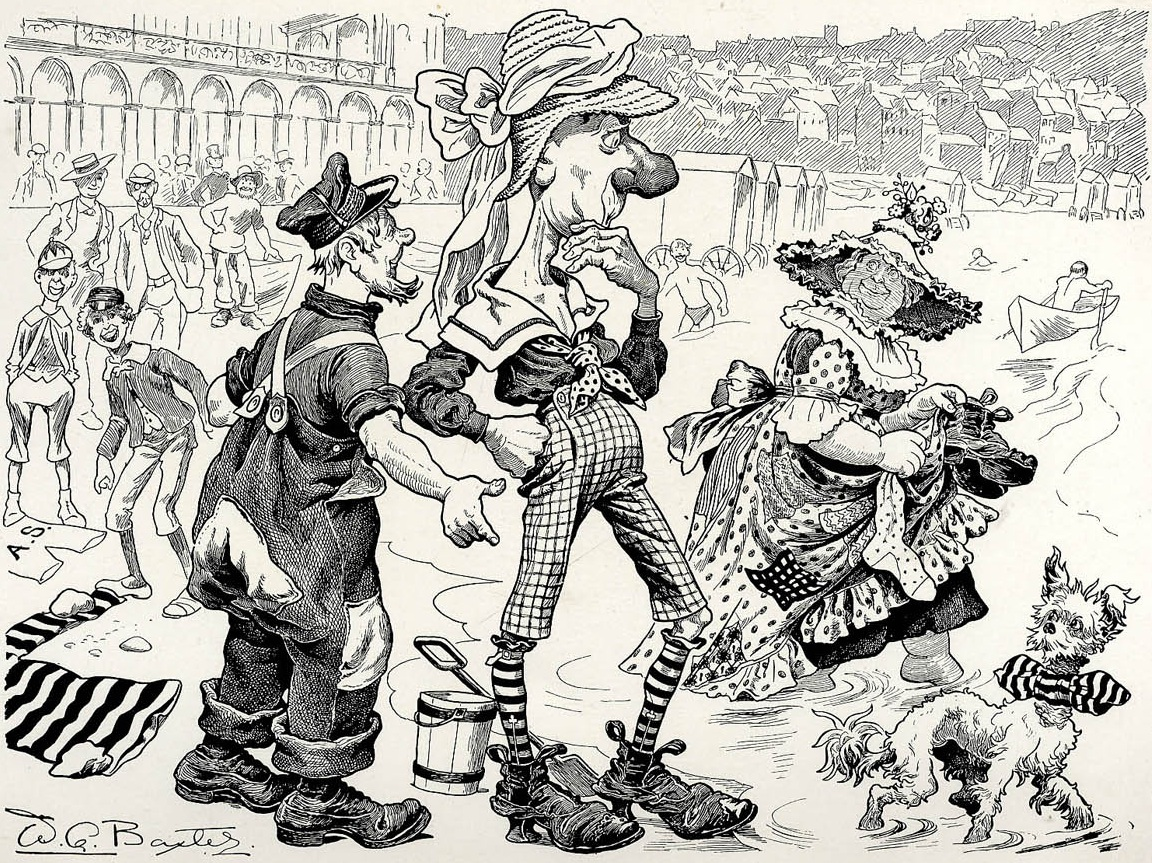
Ally Sloper dessiné par William G. Baxter au milieu des années 1880.

Ally Sloper, dit « The Friend of Man » (« L'ami du genre humain »), est un personnage créé en 1867 par l'écrivain et dessinateur britannique Charles Henry Ross pour animer le magazine satirique Judy. Initialement créé pour des bandes dessinées, Ally Sloper fut également héros de roman et de dessins humoristiques.
Vagabond dégingandé toujours partant pour un mauvais coup, Ally Sloper se mit à connaître le succès dans les années 1870, alors que la compagne de Ross Marie Duval avait repris le dessin de la série. Les apports respectifs de Ross et Duval dans les années 1870 restent cependant mal connus. Durant cette décennies, plusieurs livres ou hors-série annuels de Judy le mettant en scène furent publiés.
Au début des années 1880, Ross et Duval vendent Ally Sloper à leur éditeur Gilbert Dalziel. Afin de capitaliser sur la popularité déjà grande du vagabond fictif, Dalziel lance en 1884 un hebdomadaire humoristique au nom de ce personnage, Ally Sloper's Half Holiday. Sa destinée graphique est confiée au jeune dessinateur William G. Baxter, dont le trait est beaucoup plus assuré et truculent que celui du couple de dessinateurs. De plus, le personnage est coupé de tous ses aspects potentiellement contestataires, pour se faire le chantre d'un individualisme tory bon teint. 
Durant les quatre années où il est dessiné par Baxter, Ally Sloper accède au rang d'icône victorienne, ce que Dalziel encourage en développant des adaptations musicales ou théâtrale et en multipliant les produits dérivés du personnages (ainsi que les placements de produit). À la mort de Baxter en 1888, W. Fletcher Thomas reprend l'animation du personnage, qui parvient dans les années 1890 au faîte de sa gloire. Il fait l'objet d'une adaptation cinématographique dès 1898. C'est, selon les mots de l'historien Roger Sabin, « la première superstar de la bande dessinée », plusieurs années avant le Yellow Kid aux États-Unis. Le romancier H. G. Wells y voit même l'incarnation de l'Angleterre d'alors : un nouveau John Bull urbain.
Confié à C. H. Chapman (en) en 1899, Ally Sloper perd lentement de sa popularité au début du XXe siècle, concurrencé par des personnages plus attrayants et modernes. Ally Slope's Half Holiday cesse de paraître en 1916, et malgré une tentative de reprise en 1922-1923, ni la revue ni le personnage ne retrouvent leur gloire d'antan, étant même relativement oubliés après la Deuxième Guerre mondiale. L'importance du personnage et de ses histoires est étudiée depuis le milieu des années 1980 par des historiens de la bande dessinée anglophone.

## Histoire de la publication

### La création d'Ally Sloper
En 1862, Charles Henry Ross, comptable à la Royal Navy cherchant à percer dans le monde littéraire, publie dans l'édition du 25 janvier 1862 de Reynold's Miscellany l'histoire « À la recherche d'une femme. Un conte contemporain » (« In Search of a Wife. A Tale of the Day »). Le héros de celle-ci est un certain « Arry Sloper », « le plus joyeux des types joyeux »), chansonnier à succès célébré dans tout Londres tout en étant « le plus paresseux, le plus dissolu et le plus poivrot des bons à rien. Trois ans plus tard, Ross publie Le Grand Mister Gun. Ses arnaques éhontées et ses impostures impitoyables, une biographie excentrique (The Great Mister Gun. His Shameful Frauds and Heartless Impostures, an Eccentric Biography). Son héros éponyme est un vagabond débrouillard que Ross lui-même indique être à l'origine d'Ally Sloper.
Lorsqu'il participe à la création du magazine d'humour Judy en 1867, Ross se souvient à la fois d'Arry Sloper et de Mister Gun. La première histoire est publiée le 14 août 1867 sous le titre « Quelques-uns des mystères du prêt et de la réduction » (« Some of the Mysteries of Loan and Discount »). Dès celle-ci, le juif Ikey Moses, antagoniste d'Ally, est présent. Cependant, le personnage ne convainc pas. Ally ne fait que cinq apparitions avant de disparaître en octobre, et d'être remplacé par la série McNab of that Ilk (McNab, de McNab) du dessinateur James Brown. Cependant, lorsqu'en octobre 1869 Charles Ross devient rédacteur en chef de Judy, il décide de reprendre la série et Ally Sloper reparaît à partir du 1er décembre 1869, pour ne plus quitter le magazine.

### Ally par Ross et Duval

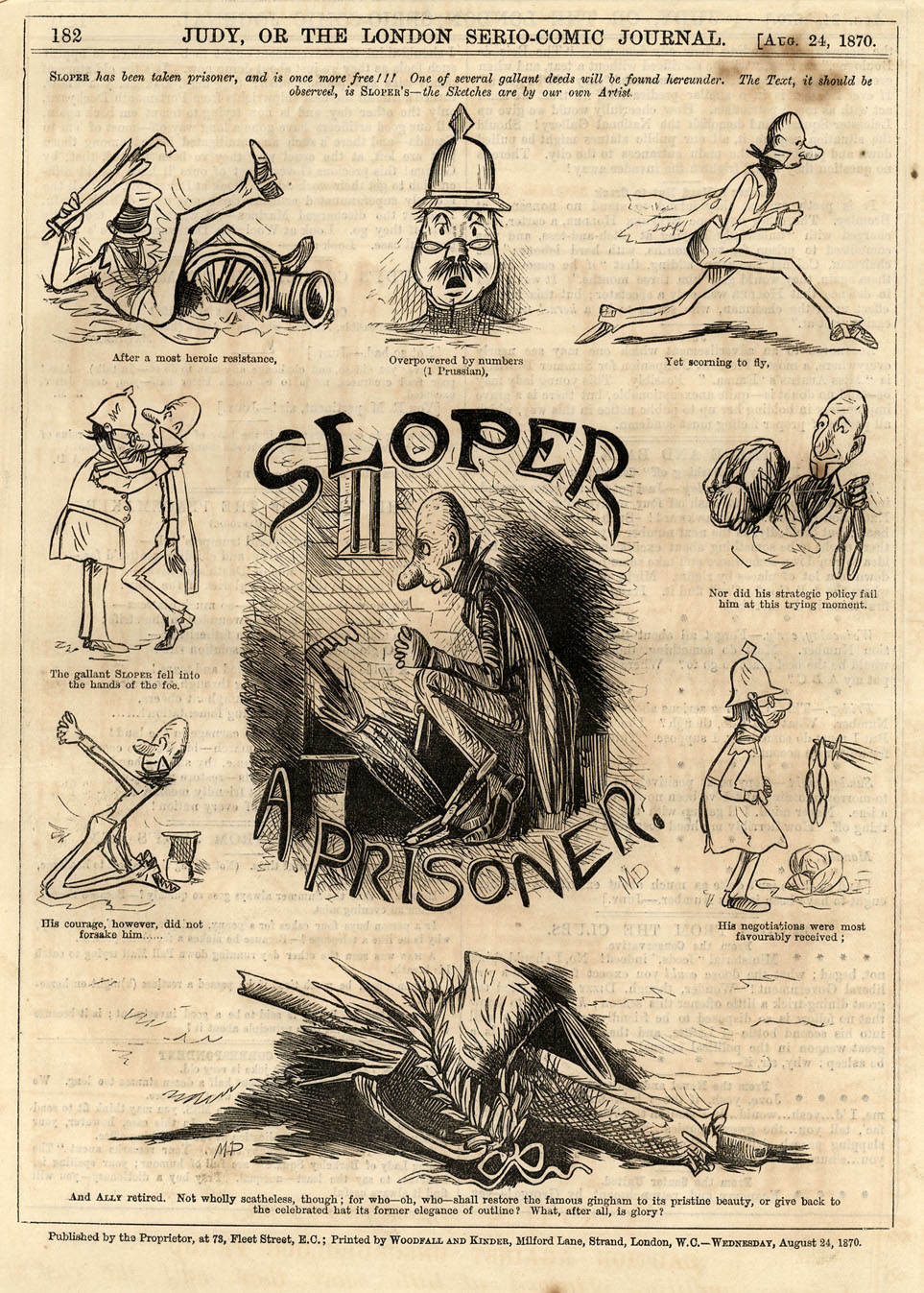
« Ally Sloper. A Prisoner » (« Ally Sloper. Un prisonnier »), page de Marie Duval publiée dans l'édition du 24 août 1870 de Judy.

Lors de ce retour d'Ally, qui commente pour l'occasion l'ouverture du canal de Suez, cinq des sept dessins sont de Marie Duval qui signe seule les planches après le numéro 9 février 1870. La jeune actrice était entrée à Judy quelques mois plus tôt comme illustratrice, sûrement conseillée par Ross qui l'avait rencontré au théâtre et était devenu son compagnon. Le style graphique très cru de Duval, est proche de celui de Ross, notamment concernant les visages. 
Il y a cependant des différences. Les planches de Ross observent généralement un gaufrier régulier de trois cases sur trois disposées sous un titre richement illustré. Le point de vue reste le même au long des histoires, et chaque case possède généralement des décors relativement fouillés. Les mises en page de Duval sont elles généralement plus anarchiques, tandis que l'épaisseur du trait varie, les points de vue alternent et l'ombrage est irrégulier. Duval apprécie également les gros-plans soudains, les effets graphiques assurant une efficacité maximale de la caricature, à la manière de Richard Doyle ou Wilhelm Busch. Cependant, nul ne sait quelle part Ross prenait au scénario ; Adcock suppose que Ross écrivait les histoires et dessinait un brouillon avancé.
Sous la signature de Duval, Ally Sloper apparaît dans les deux années suivantes dans une soixantaine de pages de bande dessinée et devient un pilier du journal. En 1872, le nouveau propriétaire de Judy Gilbert Dalziel et Ross publient un ouvrage à six pence intitulé Quelques joyeux épisodes de la carrière d'Ally Sloper (Some Playful Episodes in the Career of Ally Sloper). Recueillant les planches publiées dans Judy depuis 1867, ce livre crédite Ross au texte et Duval au dessin. Il en est de même du suivant, Le Livre de beauté d'Ally Sloper (Ally Sloper’s Book of Beauty), publié cinq ans plus tard et reprenant la suite des planches publiées.
Après 1872, le nombre de bandes dessinées publiées décroît, compensé par un nombre de plus en plus grand de textes illustrés mettant en scène Ally. Comme pour entériner cette évolution, les deux ouvrages de Sloper publiés en 1878, Le Guide d'Ally Sloper à l'exposition de Paris (Ally Sloper’s Guide to Paris Exhibition) et La Question d'Orient attaquée et résolue de manière satisfaisante par Ally Sloper (la torpille littéraire (The Eastern Question tackled and satisfactorily disposed of by Ally Sloper (the literary torpedo)), sont pour la première fois composés de dessins principalement inédits. Après 1879, Marie Duval semble avoir abandonné toute activité artistique.
Si Ally se fait plus rare dans le journal, c'est que Dalziel et Ross ont lancé des annuels à un penny qui se vendent extrêmement bien. Ally Sloper's Comic Kalendar (Noël, 1876-1888), Ally Sloper's Summer Number (1880-1884) et Ally Sloper's Comic Crackers. Ces publications sont toutes signées de Ross seul, qui se réapproprie avec succès le personnage qu'il avait créé, puisque ces annuels peuvent dépasser les 100 000 exemplaires venus. Durant cette décennie 1870 et le début des années 1880, la popularité d'Ally s'accroît graduellement.

### Ally Sloper's Half Holiday

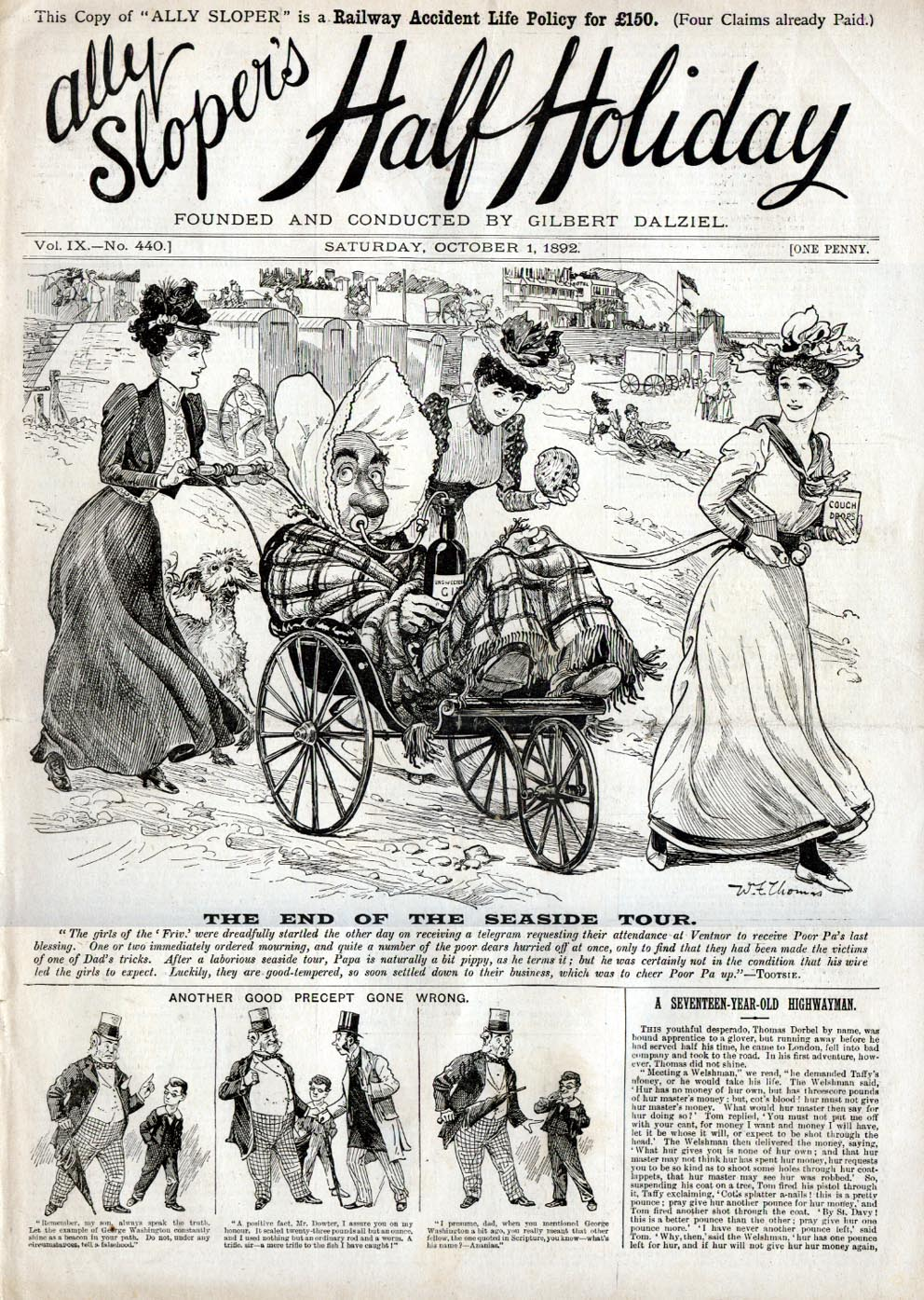
Ally Sloper en compagnie des « filles du Friv », les amies actrices de sa fille, en couverture du numéro du 1 octobre 1892 dAlly Sloper's Half Holiday. Dessin de W. Fletcher Thomas.

En 1883, Ross vend ses droits sur le personnage à Dalziel. Immédiatement, celui-ci décide de lancer un magazine entièrement consacré au personnage, Ally Sloper's Half Holiday, dont le premier numéro est daté du 3 mai 1884. En couverture, un dessin humoristique de W. G. Baxter met en scène Ally dans un style beaucoup plus travaillé que sous la main de Ross ou Duval. À l'intérieur, Ally et sa famille interviennent dans diverses rubriques rédactionnelles, tandis que les histoires de Duval sont reprises durant les deux premières années de publication. Le rédactionnel est pour la plupart dû à Ross, homme à tout faire des publications Judy, ainsi qu'aux lecteurs.
Ally Sloper's Half Holiday atteint rapidement un tirage inédit pour une revue d'humour : plus de 340.000 exemplaire au numéro en 1889, et des tirages au moins aussi élevés dans les années 1890. Les lecteurs étaient sollicités en permanence par des prix, des concours et des activités à la gloire d'Ally qui permettait à l'hebdomadaire de les fidéliser. Ally Sloper's Half Holiday put ainsi résister face à ses concurrents, et plus particulièrement les journaux à un demi penny lancés à partir de 1890 par Alfred Harmsworth et établirent une nouvelle norme de la presse populaire humoristiques. Dans la même période, les produits dérivés à l'effigie d'Ally se multiplièrent, hors du contrôle de Dalziel, et le vagabond devint un des personnages principaux de la culture de masse victorienne.

### Les années 1890
À la suite du décès de Baxter en 1888, le dessin est confié à  W. Fletcher Thomas, qui reste fidèle à la ligne graphique de son prédécesseur. En 1890, Alfred Harmsworth lance le premier périodique à un-demi penny, soit la moitié du prix d'Ally Sloper's Half Holiday. De qualité moindre, et n'ayant pas de personnage aussi populaire qu'Ally, cette nouvelle publication ne gêne pas directement la revue de Dalziel. Cependant, au fil de la décennie, de plus en plus de magazines de ce type sont lancés, et bien qu'ils soient de très mauvaise qualité, leur ton plus mordant et leur plus grande modernité leur assurent un succès certain. Dalziel lui lança en janvier 1899 un titre à un-demi penny, Ally Sloper's Ha'porth, mais arrêta l'expérience dès mars.

## Le monde d'Ally Sloper

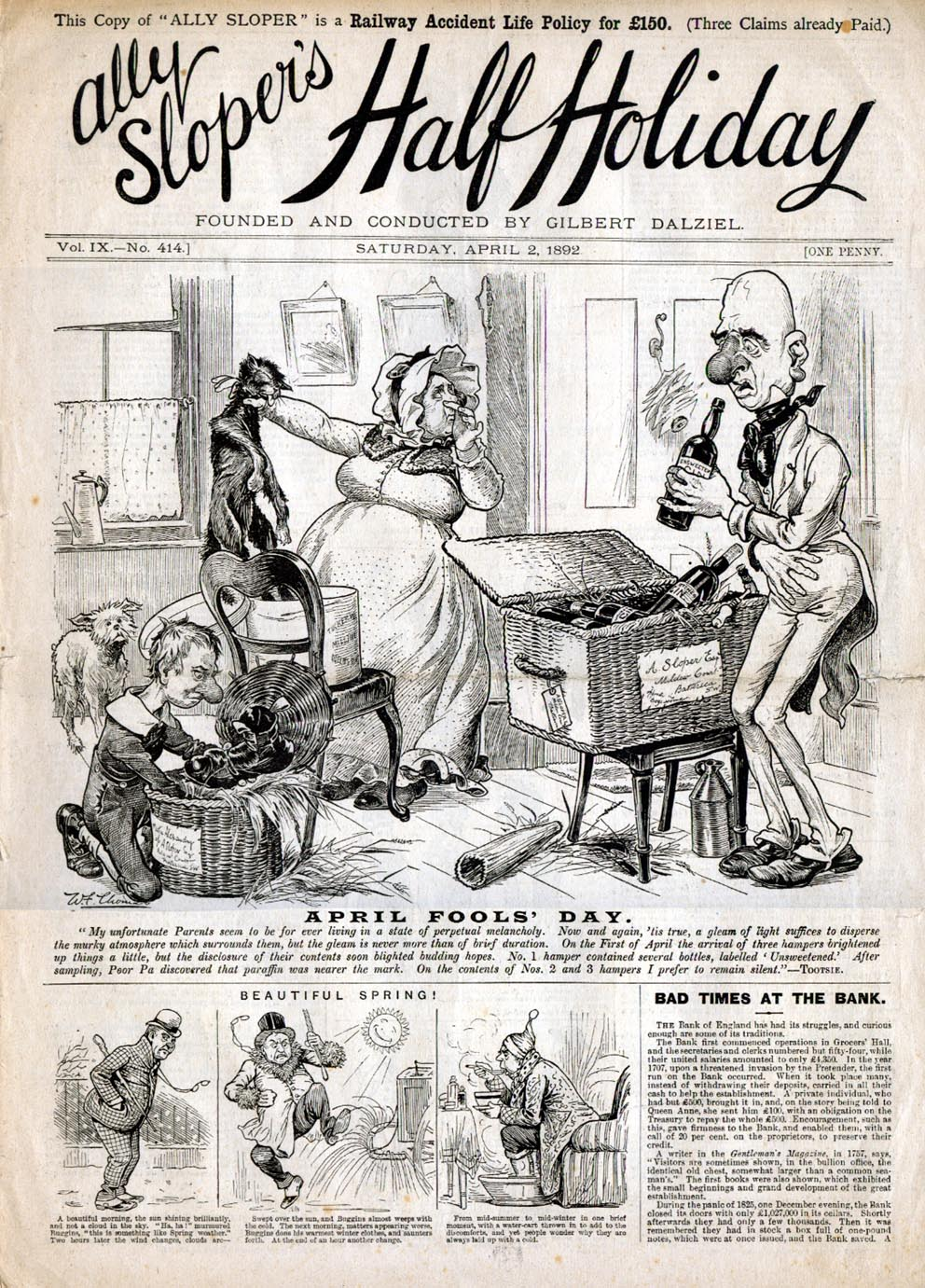
Ally, sa femme et son fils pour le numéro spécial 1er avril 1893 dAlly Sloper's Half Holiday, par W. Fletcher Thomas.

### Personnages
- Ally Slopper, le personnage principal, homme d'âge mûr sans travail[d], dégingandé, chauve, avec un gros nez bulbeux[e] souvent rouge de vin[10]. Il porte toujours un haut-de-forme cabossé et un parapluie excentrique, deux symboles bourgeois ici dégradés[10], ainsi que différents habits dont l'assemblage est d'un goût toujours douteux[11]. Dans la version d'après 1884, il boit souvent, du gin chez lui, du champagne aux courses, du xérès au théâtre, du chablis quand il canote[11].

La famille d'Ally
- Judy, la femme d'Ally, acariâtre et alcoolique (elle ne se sépare jamais de sa Bass Ale).
- Miss Tootsie, fille d'Ally et Judy, c'est une très jolie actrice. Elle est fiancée à Lord Bob et les moque régulièrement, lui et ses deux amis aristocrates, pour leur snobisme. Elle fréquente le Criterion[12] mais travaille dans un théâtre imaginaire appelé le Frivolité (« frivolity »)[11]. Le mariage de Tootsie et Bob a lieu en 1903[13].
- ?, le fils d'Ally, au nez aussi proéminent que son père.
- Snatcher, le chien.

Les fréquentations d'Ally
- Isaac Moses, dit Ikey Mo (parfois Iky), l'ami juif d'Ally, présent dès la première planche en 1867.
- Bill Higgins.
- William McGoosely, symbole de l'ouvrier alcoolique, probablement irlandais, il passe sa vie au pub Moocher's Arms (« À l’enseigne du parasite »)[14].

Les aristocrates
Attirés par la beauté de Tootsie et ses amies actrices, ces trois snobs tendent à laisser Ally indifférent.
- Lord Bob, comte de Wandsworth (en réalité un district populaire londonien), fiancé à Tootsie avec laquelle il se marie en 1903[13].
- The Honourable Billy.
- The Dook Snook, noble ruiné, il cherche en permanence à emprunter de l'argent à Tootsie.

### Lieux
Ally Sloper a une maison à Battersea, mais l'essentiel de ses activités se déroule à Londres, dans les quartiers populaires de l'East End dans la période Ross-Duval, plutôt dans les endroits à la mode dans la période Ally Sloper's Half Holiday. L'été, il se rend à Scarborough ou Ilfracombe.

## Un symbole des transformations de l'Angleterre

### Ally Sloper de Ross et Duval

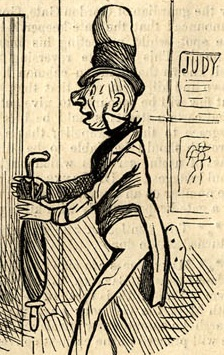
Ally Sloper dessinée par Marie Duval en 1874.

Ally Sloper avait été créé par Charles H. Ross et continué par Marie Duval dans un magazine destiné aux classes moyennes inférieures, Judy. Dans ces histoires, Ally fréquente les bas-fonds de l'East End londonien, où, à la manière d'un Robert Macaire, il est souvent mêlé à des affaires louches en compagnie de son ami juif Ikey Mo. Entre deux aventures, ou deux arrestation, il rejoint sa famille à Battersea mais n'hésite pas à rechercher la compagnie d'autres femme. Représentant des classes populaires, ce « petit délinquant qui remet en question les prétentions victoriennes de respectabilité » n'est pas un symbole de rébellion ou de lutte sociale. Il est plutôt censé faire rire le lectorat conservateur du magazine, tout en confortant ses préjugés. 
Ally et Ikey s'ancrent là dans une tradition de duos de vagabond ou de petits délinquants initiée par l'écrivain Pierce Egan et son illustrateur George Cruikshank dans leur publication Life in London, qui mettaient en scène deux personnages issus des classes populaires, Jerry Hawthorn et Corinthian Tom. On retrouve un tel duo dans Bill Sikes et Fagin d’Oliver Twist, dont Ally et Ikey paraissent des pendants humoristiques. Ally lui-même rappelle un mélange de Pantalone, Punchinella, Pickwick et Micawber.

### Ally après 1884: la tentation bourgeoise
Dans la version de Baxter, Ally est considérablement assagi. Il conserve son costume caractéristique, sa roublardise, et son goût immodéré pour l'alcool et les femmes. Cependant, East End n'est plus son terrain de jeu, et il n'a plus affaire avec la police aussi fréquemment que dans les années 1870. Il n'est plus non plus représenté comme un homme des bas-fonds, mais plutôt comme un homme du peuple vivant dans une modeste demeure avec sa famille. Le rôle de l'ouvrier dépravé est repris par William McGoosely. Ally devient le vecteur d'une idéologie petite-bourgeoise consensuelle.
Ally est devenu un « Gent », homme du peuple désirant être un « gentleman ». Si ce caractère avait été moqué dans les années 1830 par les membres de l'élite comme Albert Smith dans History of the Gent (1847) ou William Thackeray dans Le Livre des snobs (1848), la moquerie s'était adoucie au fil des années. L'Ally Sloper des années 1880 apparaît comme un personnage mêlant classes moyennes et ouvrières, et non plus les opposant, comme dans les années 1870. Ses prétentions le rendent sympathiques, et s'il reste un peu ridicule, notamment par ses vêtements toujours démodés et dépariés, certains lecteurs moins au fait du dernier chic vestimentaire pouvaient voir dans cette variété un encouragement à se vêtir selon son propre goût, sans se soucier des normes ni de la mode. Le parcours d'Ally Sloper « sublime l'appétit du peuple pour le plaisir », de la « Good Life » (« belle vie ») que défend Ally. Héros comique qui ne peut jamais échapper à sa propre parodie.  Ainsi, lecteurs des classes moyennes comme des classes populaires supérieures pouvaient trouver leur compte.
Dans son périodique, Ally est mis en scène dans le cadre de la vie sociale londonienne bourgeoise : à l'automne et au printemps il va voir les nouvelles pièces à la Royal Academy et fréquente les nombreuses expositions, l'été, il se rend dans les stations balnéaires huppées de Scarborough ou Ilfracombe. Les festivités annuelles scandent son programme, qu'elles soient liées à la royauté ou à la religion (jours féries), à la vie londonien (Lord Mayor's Show) ou au sport (The Boat Race, la course d'aviron entre les Universités d'Oxford et de Cambridge, le derby d'Epsom, ou le match de cricket (en) entre Eton et Harrow). Il commente également les soubresauts géopolitiques et les atermoiements de l'Empire. Ce glissement vers des choses plus générales et un Londres de carte postale sont liées à la volonté de conquérir une audience nationale.
Le conservatisme de Dalziel est également mis en exergue dans les dessins humoristiques d'Ally, qui expriment un « vague populisme bourgeois » (« petty bourgeois populism »). Si les aristocrates sont parfois gentiment moqués, ils sont plutôt généralement dépeints de manière sympathique, particulièrement la reine Victoria et le prince de Galles. Ally converse avec William Gladstone, participant de ce fait à la démythification de la politique, et soutient fermement l'empire britannique. Généralement, tout est fait pour donner l'idée que l'élite, les classes moyennes et les classes populaires les plus aisées ne sont pas si éloignées les unes des autres. Dans le même temps, sont critiqués les étrangers, l'Armée du salut, les chômeurs, les socialistes, les domestiques et les grévistes. 
« Maître de son destin, capitaine de son âme », Ally Sloper est une métaphore complexe et sous contrôle serré de l'idéologie libérale vulgarisée de l'individualisme de masse, avec tous ses espoirs et ses contradictions. »

## La «première superstar de la bande dessinée»

### Ally Sloper et la culture de masse
Dans les années 1880, grâce au raccourcissement de la semaine de travail passée à cinq jours et demi, les classes populaires, généralement alphabétisées, disposaient d'assez de temps et d'argent pour des activités de loisir de plus en plus nombreuses, parmi lesquelles lire la presse bon marché qui leur était destinée. Cette massification du public donna naissance à l'émergence d'une culture de masse, destinée à plaire au plus grand nombre tout en donnant l'impression de s'adresser personnellement à chacun, et produite de manière industrielle. 
Entre les différents titres, la concurrence était acharnée. Dalziel utilisait donc différents moyens pour fidéliser son lectorat. Le premier, et le plus commun, était les concours : des objets à l'effigie d'Ally (pipes, cigarettes, partitions, matériel de peinture à l'huile et même montres) étaient offerts aux lecteurs qui y participaient, parfois contre presque rien. Ces concours portaient souvent sur l'actualité, mais pouvaient aussi être plus originaux, comme celui de 1899 récompensant la pomme de terre ressemblant le plus à Ally. Il y avait également des prix attribués aux lecteurs dont les créations (textes, dessins, photographies) étaient choisies pour être publiées dans la revue. De très nombreux lecteurs tentaient leur chance. Ainsi, en 1911, 17.621 d'entre eux participèrent à un concours de limericks.
Ces procédés étaient communs, et ne se détachaient que par la richesse des lots, leur fréquence d'attribution, et l'implication permanente d'Ally dans leur présentation, particulièrement lors des années 1890, lorsqu'ASHH dut faire face à la féroce concurrence des nouveaux titres d'Alfred Harmsworth. Mais Dalziel se fit également innovateur, trouvant de nouveaux moyens pour fidéliser le lectorat en solidifiant plus encore le contrat tacite entre celui-ci et sa revue.
Il créa tout d'abord un club ouvert à quiconque envoyait douze coupons prélevés dans douze numéros consécutifs. Être membre de ce premier exemple connu d'un club de lecteurs, ouvrait le droit à un diplôme, un badge et l'autorisation d'utiliser le titre MOSC après son nom. Ensuite, chaque semaine, un acteur incarnant Ally Sloper allait remettre à une personnalité l'« Ordre du mérite Ami de Sloper » (« Friend of Sloper Award of Merit »). Lorsque William Gladstone reçut le sien, il fit savoir à la presse qu'il l'avait fait encadrer et accroché dans sa maison écossaise. Dalziel alla jusqu'à proposer une assurance-vie de 150£ pour toute personne qui mourrait dans un accident ferroviaire en ayant sur elle un exemplaire d’Ally Sloper's Half Holiday.
Dalziel innova également dans la gestion des placements de produits. Ainsi, dans Le Guide d'Ally Sloper à l'exposition de Paris (1878), une des illustrations montre Ally assis en train de découper du pain dans un restaurant sous un panneau vantant les « Brand and Co's Own Sauce ». Judy et ASHH vantent également périodiquement des cigares ou des pilules Ally Sloper, sans préciser le nom du fabricant.
Les produits dérivés se multiplièrent également très rapidement après le lancement du magazine (parapluies, boîtes de cornichons, d'allumettes ou de tabac à priser, etc.). Dalziel n'ayant pas enregistré Ally Sloper comme marque déposée, ces objets ne lui rapportaient pas directement d'argent. Il s'en accommodait cependant car en portant la popularité d'Ally, ils accroissaient les ventes du magazine. Il organisa même en 1888 une « exposition internationale » de ces produits dérivés au Royal Aquarium.

### Ally Sloper dans la culture populaire
Le créateur d'Ally Sloper, Charles Ross, était épris de théâtre. Dramaturge, il a dirigé plusieurs troupes et théâtres durant sa carrière. Dès les années 1870, il fit tourner un spectacle mettant en scène Ally, tandis que le personnage était utilisé de manière sauvage dans divers spectacles locaux (théâtre, pantomimes, lanternes magiques, etc.). Durant la décennie suivante, Ally et sa femme devinrent plus populaire que les traditionnels personnages de marionnettes Punch et Judy, et le costume d'Ally devint un classique des parades et défilés des fêtes villageoises. On brûlait également son effigie lors de la nuit de Guy Fawkes. Dans les dernières années du XIXe siècle, c'était le personnage de fiction le plus populaire du pays.
Après 1884, Dalziel entretenait cette fièvre en promouvant en permanence dans son magazine les adaptations scéniques d'Ally. En 1886, il distribua en supplément la première partition de chansons consacrées au personnage. Dalziel sut également embrasser l'arrivée du cinéma, avec deux films produits en 1898 et deux en 1900.
Cependant, si Ally Sloper's Half Holiday est destiné aux classes populaires, il est néanmoins également lu dans les classes moyennes (comme en a témoigné Montague Summers), ainsi que dans les milieux bohèmes (William Morris et Edward Burne-Jones font partie des grands admirateurs d'Ally). James Joyce dans Ulysse (écrit entre 1918 et 1920) se souvient du personnage, évoquant un lutin « prognathe au front fuyant avec un nez à la Ally Sloper » ( « prognathic with receding forehead and Ally Sloper nose »). Il fait également par deux fois référence à Iky Moses pour désigner des Juifs. Durant la Première Guerre mondiale, le Royal Army Service Corps (en), corps militaire chargé de la logistique, était surnommé par dérision « Ally Sloper's Cavalry », à la suite d'un jeu de mots sur ses initiales.
Ally Sloper influença Charlie Chaplin, et directement W. C. Fields.

## Publications

### Revues
- Ally Slopper, dans Judy, Londres, 1867-1884. Et plusieurs hors-séries :
  - Ally Sloper's Comic Kalendar, 1875-1887.
  - Ally Sloper's Summer Number, 1880-1884.
  - Ally Sloper's Christmas Holiday, 1894.
- Ally Sloper's Half Holiday, Londres, 1884-1916, 1679 numéros.
- Ally Sloper's Ha'porth, 1899.
- Ally Sloper's Half Holiday, Londres, 1922-1923.
- T. D. Reid, Ally Sloper, Glasgow : D. McKenzie, 1948, un numéro.
- Ally Sloper, Londres : Alan Class et Denis Gifford, 1976-1977.

### Albums
Marie Duval et Charles H. Ross, édité à Londres par Judy
- Some playful episodes in the career of Ally Sloper: late of Fleet Street, Timbuctoo, Wagga Wagga, Millbank, and elsewhere; with casual references to Iky Mo, [1873].
- Some playful episodes in the career of Ally Sloper with casual references to Iky Mo., 1873.
- Ally Sloper's book of beauty, with literary embellishments, 1877.
- Ally Sloper's Guide to the Paris exhibition, with personal experiences of a painful nature related by A. Sloper himself., [1878?].
- The Eastern question tackled and satisfactorily disposed of by Ally Sloper, 1878.
- The Contra-Dictionary of London. Ally Sloper's Sentimenal Journey through London in search of Aldgate Pump., 1880.
- The ups and downs of Ally Sloper, some humiliating confessions, [1881?].
- Ally Sloper's comic crackers., 1883.

W. G. Baxter, édité à Londres par Gilbert Dalziel
- Fifty Sloper cartoons, [1888?]
- Fifty More Sloper Cartoons, [1888?]

Autres éditions
- Marie Duval et Charles H. Ross, The true story of Ally Sloper and the paint pot., New York : Art Lithographic Pub. Co., 1880.

## Adaptations

### Musique
- Montagu Webb, Ally Sloper's Triumphal March, Dalston : [s. n., 1885].
- Charles Godfrey, Ally Sloper's Waltz, Londres : Enoch & Sons, [1887].
- James W. Sewell, Ally Sloper's Party : Humorous Song, Londres : Fracis Brooks & Co., [1888].
- Edwin C. Brown, Ally Sloper's Polka, Londres : J. W. Home, [1888].

### Cinéma
- George Albert Smith, Ally Slopper (court-métrage), 1898.
- Geoffrey H. Malins (courts-métrages avec Max Gionti dans le rôle d'Ally), 1921 :
  - Ally Sloper Goes Bathing
  - Ally Sloper Goes Yachting
  - Ally Sloper Runs a Revue
  - Ally Sloper's Haunted House
  - Ally Sloper's Loan Office
  - Ally Sloper's Teetotal Island